# Швајцарска на Светском првенству у атлетици на отвореном 2011.
Швајцарска је на 13. Светском првенству у атлетици на отвореном 2011. одржаном у Тегу од 27. августа до 4. септембра, учествовала тринаести пут, односно учествовала је на свим првенствима до данас. Репрезентацију Швајцарске представљало је 15 учесника (5 мушкараца и 10 жена) који су се такмичили у 10 дисциплина (4 мушке и 6 женских).,
Такмичари Швајцарске нису освојили ни једну медаљу али су поставили један национални рекорд.

## Учесници
| Мушкарци: - Рето Шенкел — 100 м, 200 м, 4 х 100 м - Марк Шнебергер — 200 м, 4 х 100 м - Алекс Вилсон — 200 м, 4 х 100 м - Андреас Киндерт — 110 м препоне - Паскал Мансини — 4 х 100 м | Жене: - Сабина Фишер — 5.000 м - Лиза Уреч — 100 м препоне - Clélia Reuse — 4 х 100 м - Jacqueline Gasser — 4 х 100 м - Елен Шпрунгер — 4 х 100 м - Леа Шпрунгер — 4 х 100 м - Марија Поли — Ходање 20 км - Никол Бихлер — Скок мотком - Ана Катарина Шмид — Скок мотком - Ирене Пустерла — Скок удаљ |  |

## Резултати

### Мушкарци
| Атлетичар                                                 | Дисциплина    | Лични рекорд | Квалификације      | Квалификације      | Полуфинале            | Полуфинале            | Финале                | Финале                | Детаљи |
| Атлетичар                                                 | Дисциплина    | Лични рекорд | Резултат           | Место              | Резултат              | Место                 | Резултат              | Место                 | Детаљи |
| --------------------------------------------------------- | ------------- | ------------ | ------------------ | ------------------ | --------------------- | --------------------- | --------------------- | --------------------- | ------ |
| Рето Шенкел                                               | 100 м         | 10,19        | 10,44              | 4. у гр. 7         | Није се квалификовао  | Није се квалификовао  | Није се квалификовао  | 27 / 71 (75)          |        |
| Рето Шенкел                                               | 200 м         | 20,51        | 20,77 КВ           | 3. у гр. 6         | 21,18                 | 7. у гр. 2            | Није се квалификовао  | 20 / 53 (54)          |        |
| Марк Шнебергер                                            | 200 м         | 20,42        | 20,81              | 5. у гр. 1         | Нису се квалификовали | Нису се квалификовали | Нису се квалификовали | 23 / 53 (54)          |        |
| Алекс Вилсон                                              | 200 м         | 20,51        | 21,25              | 6. у гр. 4         | Нису се квалификовали | Нису се квалификовали | Нису се квалификовали | 45 / 53 (54)          |        |
| Андреас Киндерт                                           | 110 м препоне | 13,41        | 13,87              | 7. у гр. 1         | Нису се квалификовали | Нису се квалификовали | Нису се квалификовали | 27 / 32               |        |
| Паскал Мансини Рето Шенкел* Алекс Вилсон* Марк Шнебергер* | 4 х 100 м     |              | Нису завршили трку | Нису завршили трку |                       |                       | Нису се квалификовали | Нису се квалификовали |        |

- Атлетичар означен * учествовао је у више дисциплина

### Жене
| Атлетичарка                                               | Дисциплина    | Лични рекорд | Квалификације   | Квалификације   | Полуфинале   | Полуфинале | Финале                | Финале                | Детаљи |
| Атлетичарка                                               | Дисциплина    | Лични рекорд | Резултат        | Место           | Резултат     | Место      | Резултат              | Место                 | Детаљи |
| --------------------------------------------------------- | ------------- | ------------ | --------------- | --------------- | ------------ | ---------- | --------------------- | --------------------- | ------ |
| Сабина Фишер                                              | 5.000 м       | 15:19,80     | Није стартовала | Није стартовала |              |            | Није се квалификовала | Није се квалификовала |        |
| Лиза Уреч                                                 | 100 м препоне | 12,62        | 13,59 КВ        | 4. у гр. 3      | 12,86        | 3. у гр. 1 | Нису се квалификовале | 9 / 38 (39)           |        |
| Clélia Reuse Jacqueline Gasser Елен Шпрунгер Леа Шпрунгер | 4 х 100 м     | 43,90        | 44,04           | 4. у гр. 3      |              |            | Нису се квалификовале | 14 / 18 (21)          |        |
| Марија Поли                                               | 20 км ходање  |              |                 |                 |              |            | 1:40:28               | 35 / 37 (50)          |        |
| Никол Бихлер                                              | Скок мотком   | 4,50 НР      | 4,50 =НР        | 9. у гр. Б      |              |            | Нису се квалификовале | 16 / 30 (35)          |        |
| Ана Катарина Шмид                                         | Скок мотком   | 4.45         | 4,40            | 8. у гр. А      | 17 / 30 (35) |            | Нису се квалификовале |                       |        |
| Ирене Пустерла                                            | Скок удаљ     |              | 6,34            | 10. у гр. Б     | 19 / 34 (36) |            | Нису се квалификовале |                       |        |